# Biologie du développement
Pour les articles homonymes, voir Développement.
La biologie du développement est l'étude des processus par lesquels les organismes croissent et se développent. Elle étudie en particulier le contrôle génétique de la croissance cellulaire, de la différenciation cellulaire et de la morphogenèse.
Le développement des métazoaires va entraîner la formation de types cellulaires spécialisés à partir de la cellule œuf.
La spécialisation est généralement progressive. Elle n'apparaît pas typiquement au départ. Cependant la cellule est déjà engagée dans une voie particulière et ses capacités de développement sont limitées.
Cette détermination ou cette spécification peut être contrôlée par des différents facteurs :
- Les gènes du développement
- Le développement à régulation
- Le développement en mosaïque
- La détermination du sexe

## Intérêts et perspectives
Le développement d'un nouvel organisme est un processus basé sur une multitude de contrôles dans l'expression génétique, que ce soit au niveau temporel ou spatial. La biologie du développement s'intéresse ainsi à l'effet de différents gènes sur les phénotypes et aux paramètres épigénétiques susceptibles de les modifier. Les découvertes réalisées dans ce champ d'investigation permettent de comprendre les anomalies du développement, telles les anomalies chromosomiques du syndrome de Down. 
La compréhension de la spécialisation des cellules durant l’embryogenèse a permis de comprendre comment les cellules souches se différencient et se spécialisent en différents tissus. Ces informations ont conduit au développement de techniques médicales comme le clonage d'organes pour transplantation,. Un autre mécanisme important du développement est la mort cellulaire ou apoptose, qui correspond à un "suicide" de la cellule. Cet intrigant processus a donné lieu à d'intenses recherches pour comprendre comment il permettait de façonner un individu. Enfin, la biologie du développement a permis de nombreuses avancées dans le traitement des maladies congénitales.
En France, à l'Institut de génétique moléculaire de Montpellier, l'équipe de recherche sur « la régulation de la transcription au cours du développement » : mécanismes régulant l’expression de gènes impliqués dans le développement embryonnaire, dirigée par Mounia Lagha travaille sur ces sujets,.

## Organismes modèles
De nombreux organismes modèles sont utilisés en biologie du développement. Le principe général est que plus un organisme est simple et plus il sera facile d'étudier ses mécanismes fondamentaux de développement, qui pourront ensuite être retrouvés chez des animaux plus complexes.
- Vertébrés :
  - Poisson zèbre
  - Médaka
  - Amphibien : Xénope
  - Poulet
  - Souris
  - Petite roussette
- Invertébrés
- Plantes

## Pour approfondir